# Ein Jäger aus Kurpfalz

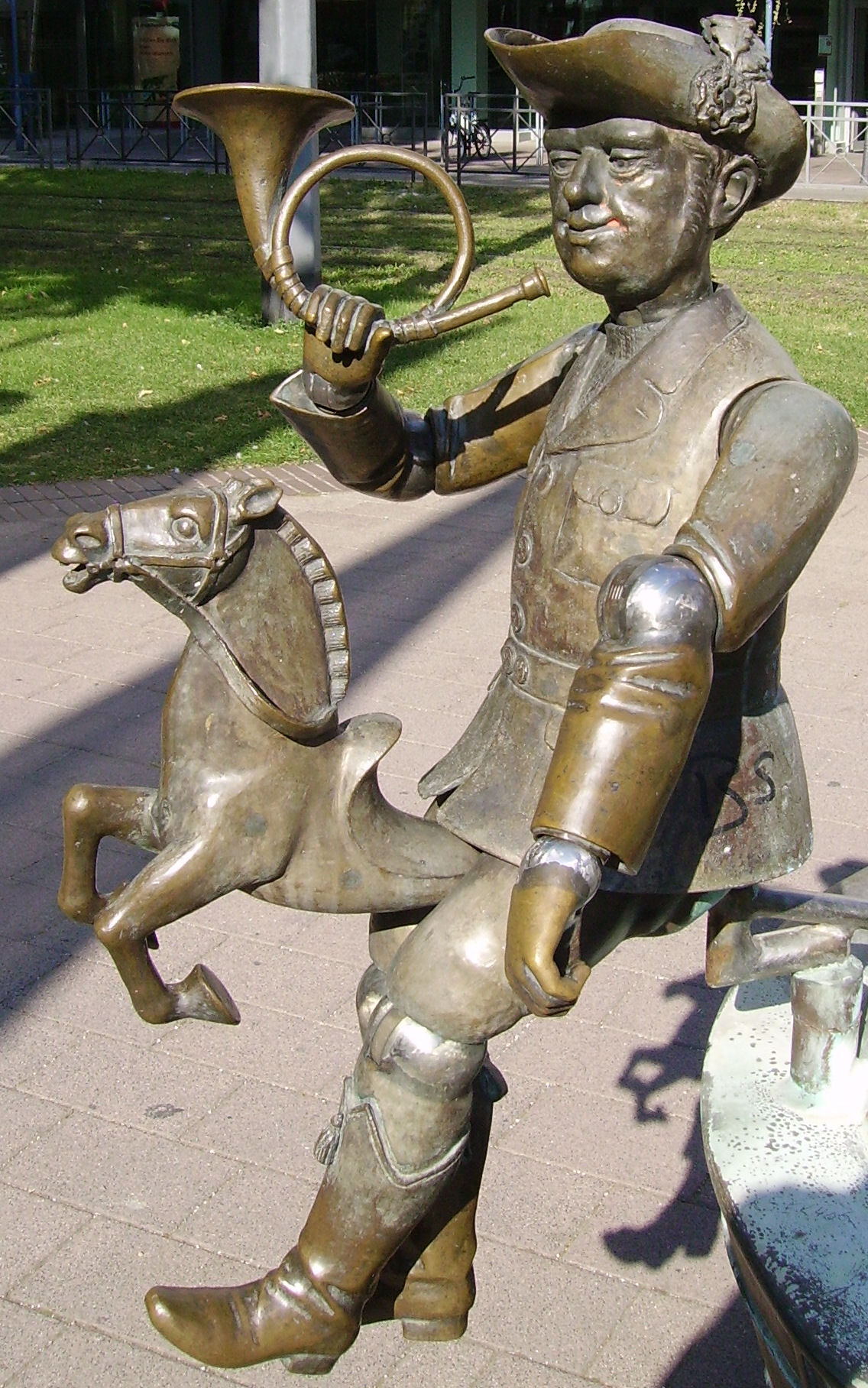
Darstellung am Ludwigshafener Ludwigsplatz

Das Lied vom Jäger aus Kurpfalz ist ein bekanntes deutsches Volkslied, das von der Jagd und den damit verbundenen Vergnügungen handelt. Das Lied hatte ursprünglich eine derbe sexuelle Bedeutung. In modernen Liederbüchern werden jedoch die kaum verhohlen anzüglichen Strophen 3 bis 5 nicht abgedruckt, wodurch das Lied verharmlost wird und eine neue Bedeutung erhält – wobei das Symbol des Kuckucks in Strophe 6, welches auf das Zeugen unehelicher Kinder (der redensartlichen Kuckuckskinder) verweist, so keinen rechten Sinn mehr ergibt. Häufig wird auch nur die erste Strophe gesungen.

## Urheber
Sowohl Verfasser des Textes als auch Komponist der Melodie sind unbekannt, der Text und die Spielweise wurden wohl mündlich überliefert. Die Entstehung wird einer nicht belegbaren Vermutung Ludwig Erks folgend oft auf 1763 datiert. Erk-Böhme mutmaßen eine Entstehung zu Anfang des 18. Jahrhunderts „zur Blüthezeit deutscher Jagdlust“. Tatsächlich nachweisbar ist das Lied seit 1794. Die heute bekannte Melodie wurde von Leo von Seckendorf, der den Text auch in seinem Musenalmanach für das Jahr 1808 veröffentlichte, vor 1808 aufgezeichnet; Franz Magnus Böhme, dem Seckendorfs heute verschollene Handschrift vorlag, bezeichnet die Melodie als der im Deutschen Liederhort abgedruckten „bis auf einige Noten gleich“.

## Historisches Vorbild

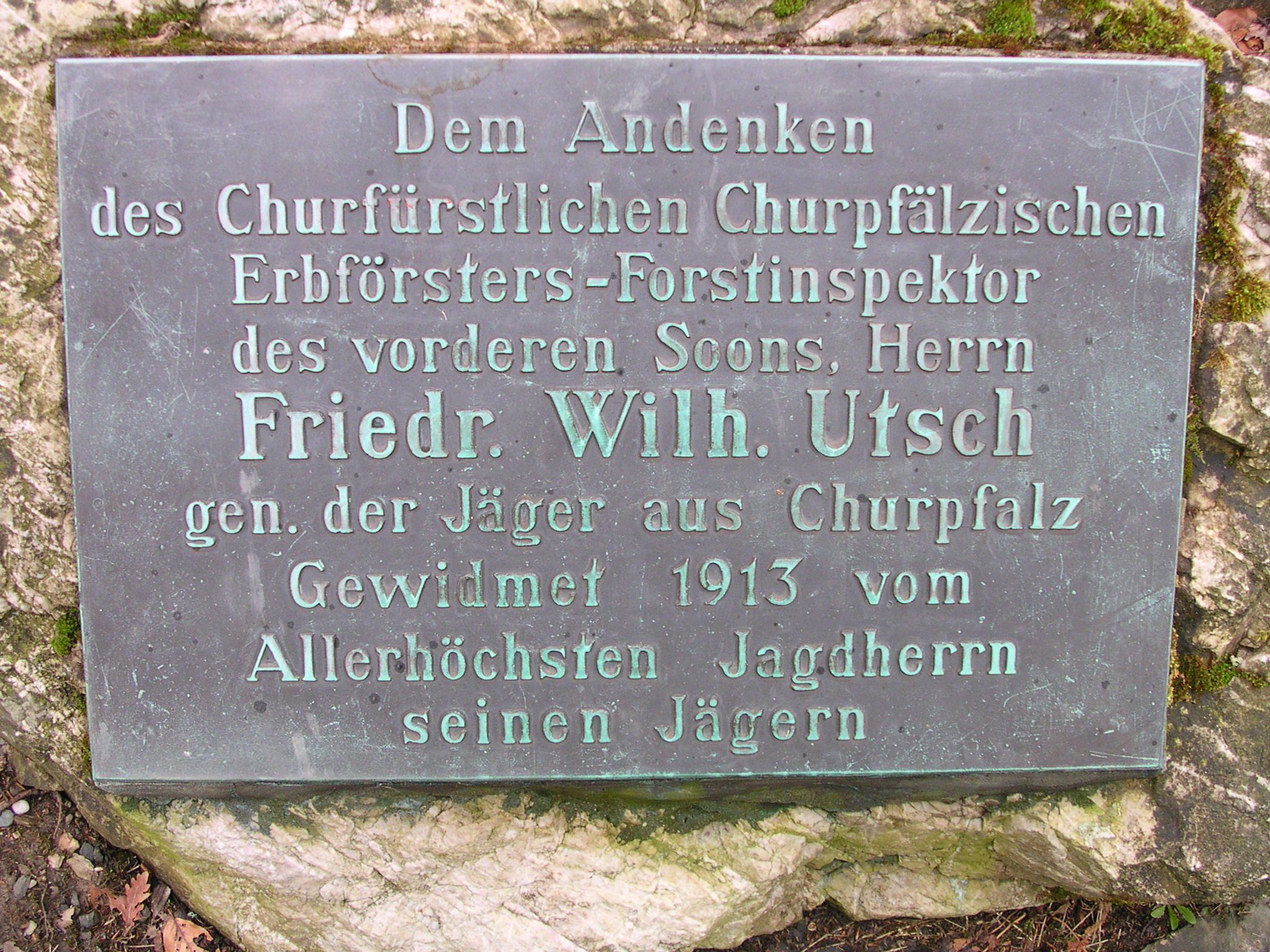
Inschrift auf dem 1913 von Kaiser Wilhelm II. eingeweihten Denkmal am Forsthaus Entenpfuhl für Friedrich Wilhelm Utsch

Als historisches Vorbild für den Jäger aus Kurpfalz wird zum einen der Erbförster Friedrich Wilhelm Utsch aus Rheinböllen im Hunsrück vermutet, der in der Literatur meistens angegeben wird, aber auch Johann Kasimir von der Pfalz-Simmern. Bei Utsch wird weiter vermutet, dass sein Hausgeistlicher, der Karmeliterpater Martinianus Klein, dann die Verse des Liedes schrieb, was jedoch nicht nachweisbar ist. Zum anderen weisen Aufzeichnungen auf Johann Adam Melsheimer hin. Dieser war in der Zeit vor Utsch, von 1719 bis 1757, kurpfälzischer „Reitender Förster im Unteren Soon“. Manche sehen auch in ihm den legendären Jäger aus Kurpfalz.

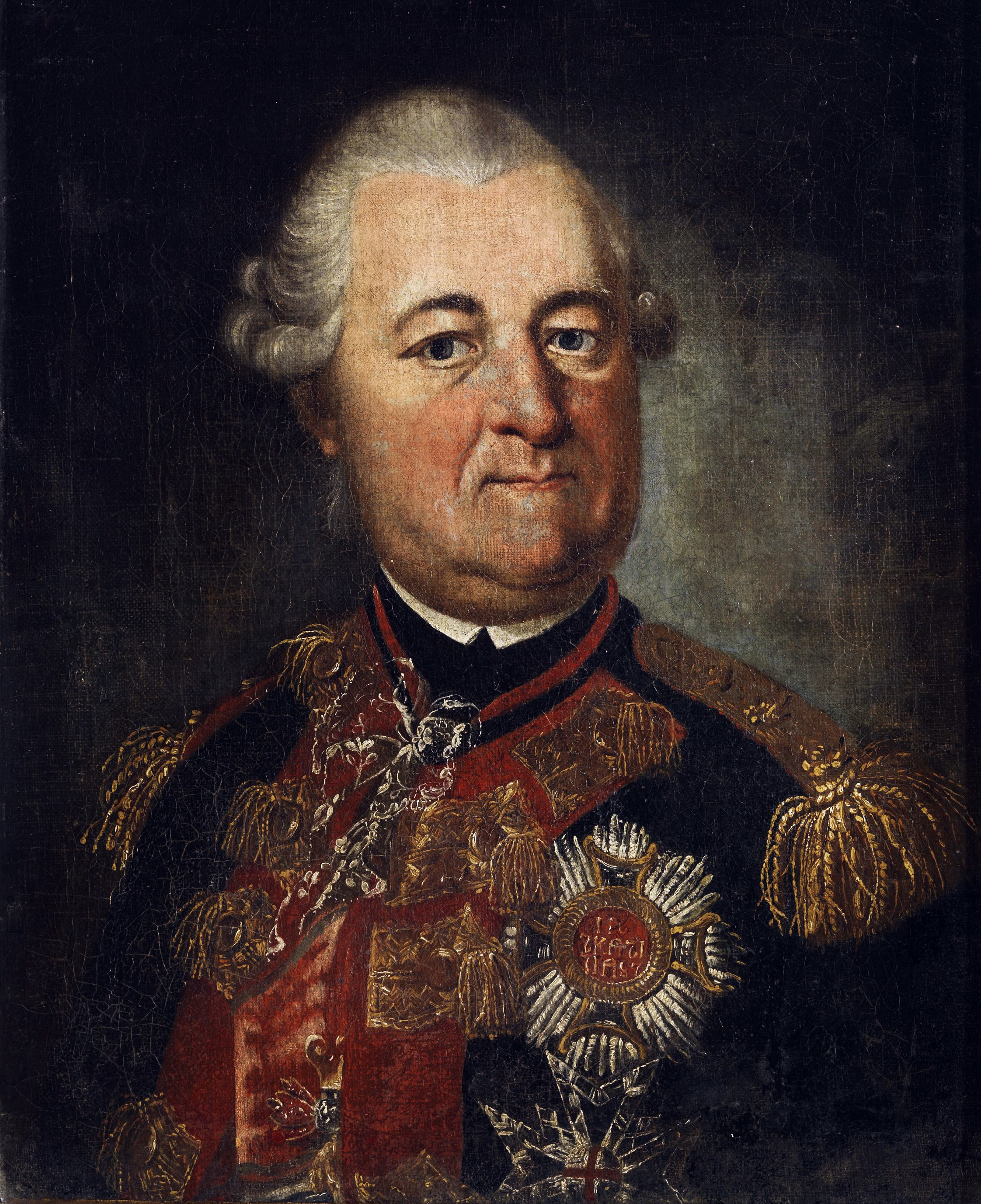
Kurfürst Karl Theodor von der Pfalz mit Hubertusorden.

Als am wahrscheinlichsten wird in der neueren Forschung die These angesehen, der pfälzische und bayerische Kurfürst Karl Theodor (1724–1799) sei Vorbild für den Jäger aus Kurpfalz gewesen. Dieser war Großmeister des Hubertusordens und veranstaltete gerne Prunkjagden; auch hatte er Kinder aus zwei außerehelichen Verbindungen.

## Text
1. Ein Jäger aus Kurpfalz,

Der reitet durch den grünen Wald,

Er schießt das Wild daher,

Gleich wie es ihm gefällt.

Refrain:

|: Juja, Juja, gar lustig ist die Jägerei

   Allhier auf grüner Heid’,

   Allhier auf grüner Heid’, :|

2. Auf! Sattelt mir mein Pferd

Und legt darauf den Mantelsack,

So reit’ ich hin und her

Als Jäger aus Kurpfalz.

Refrain:

3. Hubertus auf der Jagd,

Der schoss ein’n Hirsch und einen Has’.

Er traf ein Mägdlein an,

Und das war achtzehn Jahr.

Refrain:

4. Des Jägers seine Lust

Den großen Herren ist bewusst,

Jawohl, jawohl bewusst,

Wie man das Wildpret schuss.

Refrain:

5. Wohl zwischen seine Bein,

Da muss der Hirsch geschossen sein,

Geschossen muss er sein,

Auf eins, zwei, drei. 1

Refrain:

6. Jetzt reit’ ich nimmer heim,

Bis dass der Kuckuck, kuckuck schreit,

Er schreit die ganze Nacht

Allhier auf grüner Heid’!

Refrain:

## Parodie
Der folgende Text stammt von Hoffmann von Fallersleben, der manchmal für seine kritischen Lieder, um sie populär zu machen, Melodien verwendete, die damals allgemein beliebt waren.
Das erwachte Bewußtsein (1844)
| 1. Bei einer Pfeif’ Tabak, bei einer guten Pfeif’ Tabak und einem Glase Bier politisieren wir. Refrain: \|:Juja, juja! Gar glücklich ist fürwahr der Staat, der solche Bürger hat.:\| | | |
| 2. Da wird dann viel erzählt, gar viel und mancherlei erzählt, gestritten und gelacht, und mancher Witz gemacht. Refrain:                                                             | 3. Dann stoßen wir auch an, auch auf die deutsche Freiheit an, und unsre Polizei sitzt fröhlich mit dabei. Refrain: | 4. Und wenn die Stunde schlägt, und wenn die Feierstunde schlägt, löscht man die Lichter aus, und wir, wir gehn nach Haus. Refrain: |

## Sonstiges
- Der Militärkapellmeister Johann Gottfried Rode komponierte den Parademarsch für Fußtruppen Der Jäger aus Kurpfalz, der als Trio das namensgebende Volkslied zitiert, und der 1913 in die Armeemarschsammlung aufgenommen wurde (AM II, 243; AM III, 137; HM II, 100; AM II, 145).

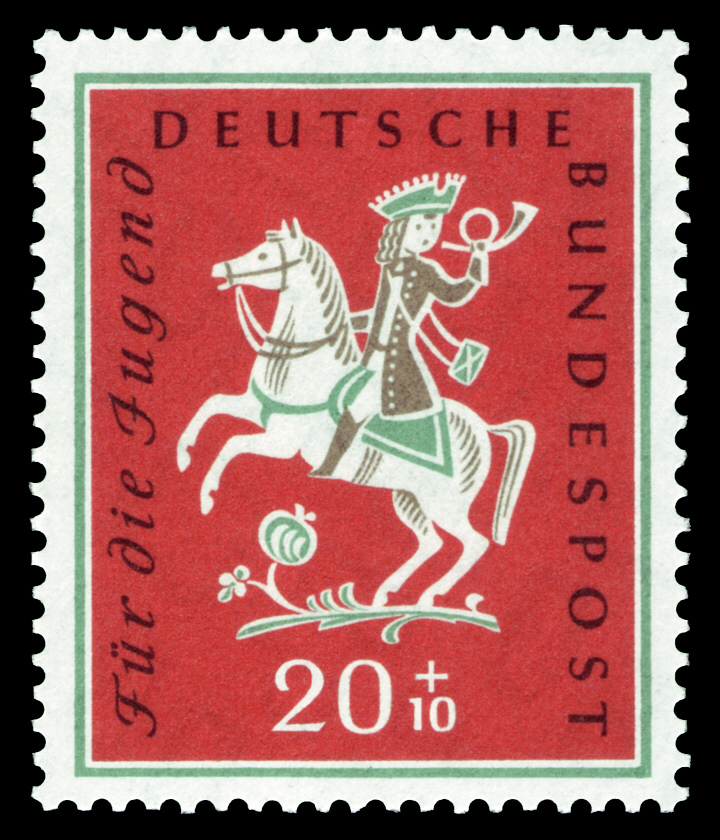
Darstellung auf einer Jugendmarke der Deutschen Bundespost (1958)

- Der Jäger aus Kurpfalz, von Loriot gezeichnet, war das Maskottchen der Bundesgartenschau 1975 in Mannheim.[11][12]
- Helmut Kohl pflegte bei öffentlichen Auftritten, wie z. B. Wahlkampfveranstaltungen oder Empfängen, das Lied spielen oder singen zu lassen (freilich ohne die Strophen 3 bis 5), da er aus dem Gebiet der historischen Kurpfalz stammte.[13]